# Walter Hood Fitch
Pour les articles homonymes, voir Fitch.
Walter Hood Fitch, né le 28 février 1817 à Glasgow et mort le 14 janvier 1892 à Kew, est un illustrateur botanique. On lui doit plus de 10 000 lithographies et dessins, parmi lesquelles 2 700 illustrations du Curtis's Botanical Magazine.

## Biographie
Travaillant à 17 ans dans un atelier d'impressions sur tissu, il apprend la botanique après avoir rencontré William Jackson Hooker, rédacteur en chef du Curtis's Botanical Magazine. Ses premières lithographies y paraissent dès 1834 et il en devient rapidement le seul artiste. En 1841, William Jackson Hooker étant devenu directeur des jardins botaniques royaux de Kew, il déménage à Londres où il devient un des plus prolifiques lithographes, participant à de nombreuses publications.
Illustrateurs des œuvres de Joseph Dalton Hooker, il se brouille avec lui en 1877 pour une question de salaire et quitte le Curtis's Botanical Magazine ainsi que ses activités à Kew. Il reste malgré tout un artiste très recherché et reste actif jusqu'en 1888. 

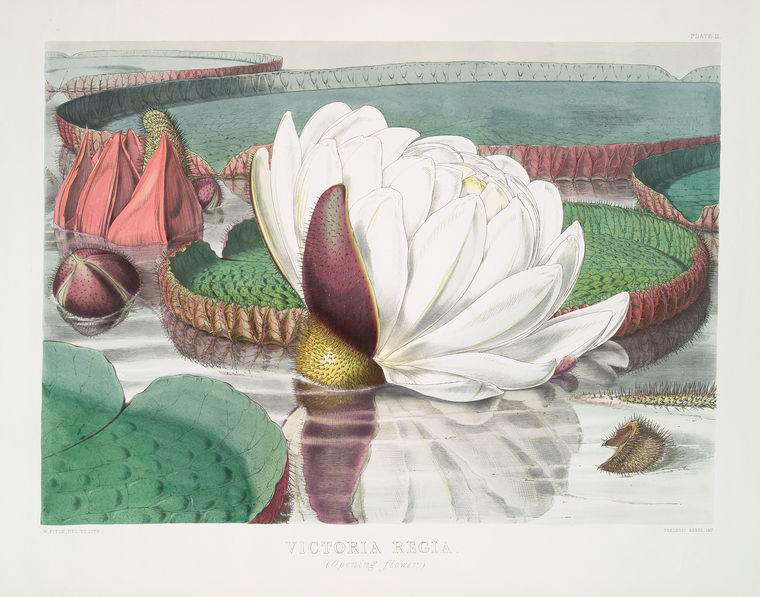
Plaque 2 de Victoria Regia, Victoria amazonica par Fitch

Sa norme en botanique est Fitch.

## Principaux travaux
Parmi les nombreuses illustrations qu'il produisit, il travailla à :
- A century of orchidaceous plants de William Hooker (1851)
- A Monograph of Odontoglossum de James Bateman (1864-1874)
- 500 plaques des Icones Plantarum de William Hooker (1836–76)
- Illustrations des œuvres de George Bentham
- Handbook of the British Flora de Joseph Dalton Hooker (1858)
- Rhododendrons of Sikkim Himalaya de J. D Hooker (1849-1851)
- Illustrations of Himalayan Plants de J. D Hooker, à partir d'ébauches indiennes (1855)
- The Botany of the Antarctic Voyage de J. D Hooker (1844)
- Flora Tasmaniae de J. D Hooker (1855-1859)
- Monograph of the Genus Lilium de Henry John Elwes (1877-80)